# Paradise Alley
Paradise Alley é um filme norte-americano de 1978 dirigido, escrito e estrelado por Sylvester Stallone.

## Sinopse
O filme se passa na Nova York pós-guerra (1946), em que três irmãos ítalo-americanos, os Carboni, vivem várias dificuldades para sobreviver, e apostam nas lutas de bairro, sem regras, para mudarem sua sorte.

## Elenco
- Sylvester Stallone
- Kevin Conway
- Anne Archer
- Joe Spinell
- Armand Assante
- Lee Canalito
- Terry Funk
- Frank McRae
- Joyce Ingalis
- Tom Waits